# Чеккуев, Ахмат Бекирович
Ахма́т Беки́рович Чекку́ев (1908—1980) — и. о. председателя Исполнительного комитета Карачаевского областного Совета (1937).

## Биография
Родился в 1908 году. Национальность — карачаевец.
Член ВКП(б).
Работал в органах государственной безопасности Северо-Кавказского края; 31 января 1936 года присвоено звание «сержант государственной безопасности».
В 1937 году временно исполнял обязанности председателя Карачаевского облисполкома.
Продолжал службу в должности оперуполномоченного УГБ УНКВД по Карачаевской АО; 22 августа 1938 года присвоено звание «младший лейтенант государственной безопасности». С 11 апреля 1938 — помощник начальника 3 отделения УГБ УНКВД по Карачаевской АО. 29 апреля 1939 года уволен из органов государственной безопасности c исключением с учёта.